# Omolon
La rivière Omolon (en russe Омолон) est un cours d'eau de l'extrême nord-est de la Sibérie, en Russie d'Asie. Elle est longue de 1 150 km. C'est le principal affluent de la Kolyma.

## Cours de la rivière
L'Omolon prend sa source dans le massif de la Kolyma non loin de son plus haut sommet. De là elle coule en direction du nord à travers ce massif ; elle reçoit les eaux de l'Oloï, son principal affluent. Parvenu à l'ouest du plateau de Jansk, elle pénètre dans la plaine marécageuse de Sibérie orientale, où elle incline son cours vers le nord. Elle se jette dans la Kolyma un peu à l'ouest du delta de ce fleuve.

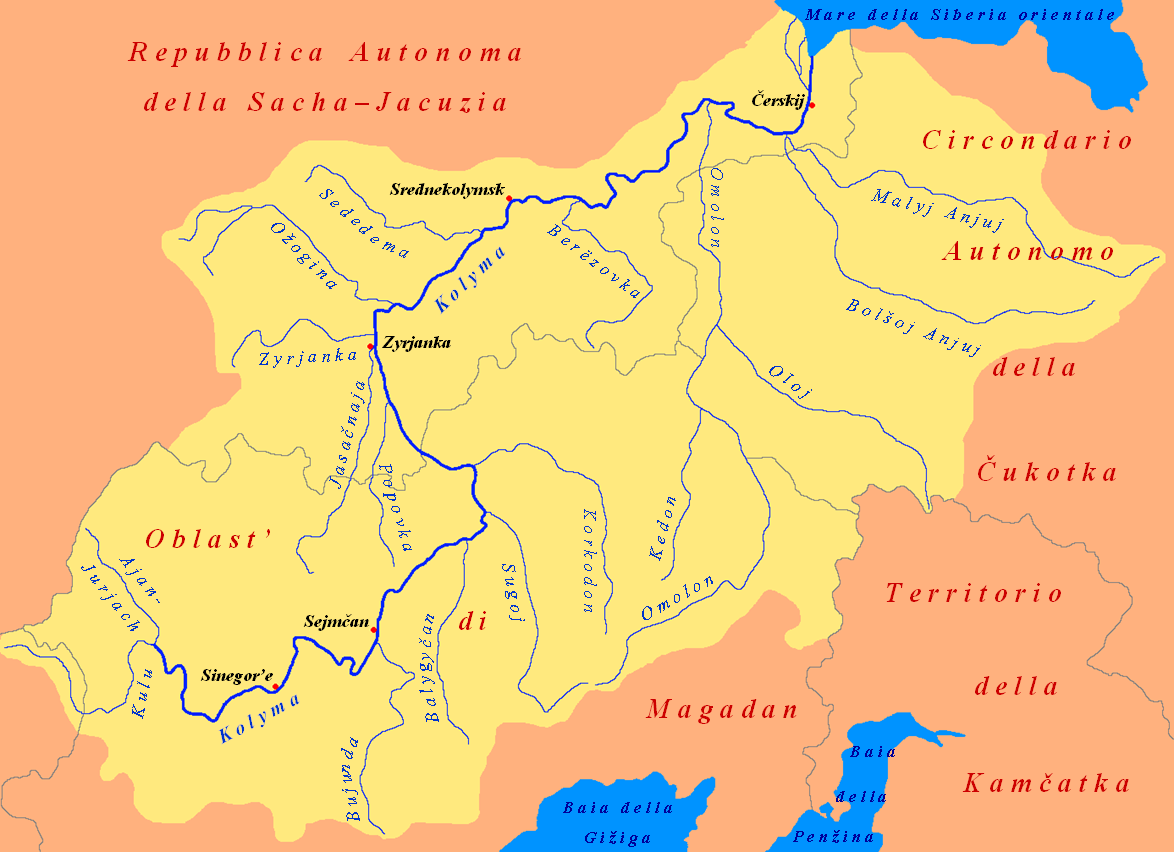
L'Omolon dans le bassin de la Kolyma.

## Paysages
Les régions traversées par l'Omolon sont dominées par la taïga, à laquelle se substitue la toundra à l'approche de la côte.